# نایسریا زرد
نایسریا زرد (نام علمی: Neisseria flava) نام یک گونه از سرده نایسریا است. این باکتری در دستهٔ غیربیماریزاها و ساکن مجاری تنفسی می‌باشد.